# Ingendorf
Ingendorf è un comune di 237 abitanti della Renania-Palatinato, in Germania.
Appartiene al circondario (Landkreis) Eifelkreis Bitburg-Prüm (targa BIT) ed è parte della comunità amministrativa (Verbandsgemeinde) di Bitburger Land.